# Инир Гвент
Инир Вент (валл. Ynyr Went; V век) — король части Гвента в V веке; по одной версии сын Дивнуала и внук Эдниведа, по другой версии сын Карадога, сын Мейрхиона ап Оуайн ап Кинвелин ап Карадок ап Эйнит Вледиг.

## Биография
Предположительно около 450 года стал правителем части Гвента.
Он был женат на Мадрун, дочери Вортимера. Его младшие сыновья, Махуд и Татей, выбрали путь в монастырь.
В Жизни Святого Татея (§ 6), он упоминается как сын Карадога, и как отец Карадога, который наследовал ему.
А. У. Уэйд-Эванс четко различал двоих Иниров, где он отличает двух человек по имени Итон ап Инир Гвент ап Карадог и Инир II(ок.540)